# Jimmy della collina (romanzo)
Jimmy della collina è un romanzo di Massimo Carlotto, dal quale è stato ricavato l'omonimo film di Enrico Pau.